# 塵取り

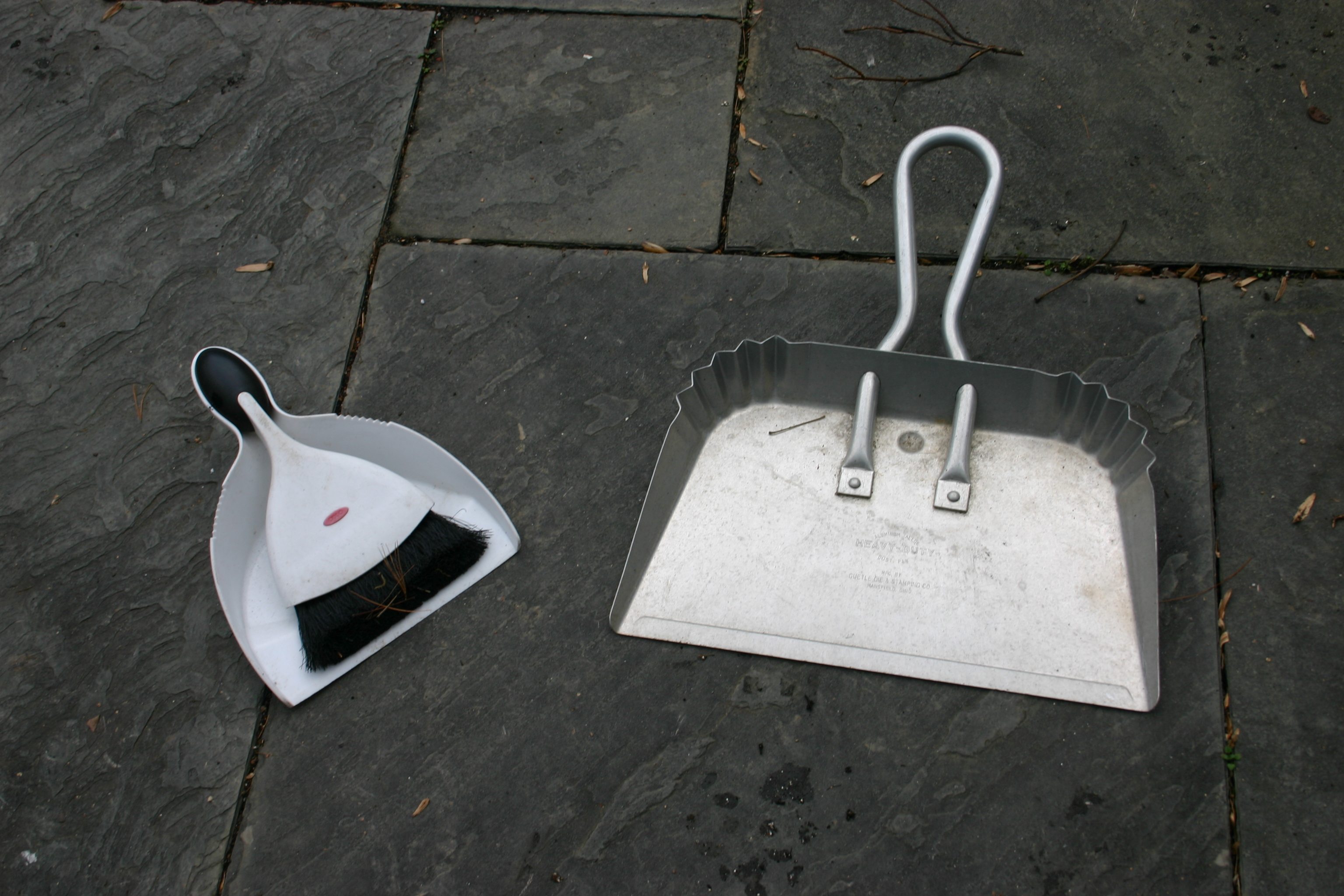
ちりとりの1例

塵取り（ちりとり、箕）とは、清掃用具の一つであり、通常は箒とともに用いられる。主に箒で掃き集めたごみをごみ箱まで運ぶために用いられる。

## 製品
通常は平たいシャベルのような形で、プラスチックまたは金属製のものがある。ごみがこぼれないように蓋がついているタイプのものもある。家庭で使うものは手に持って使うが、業務用のものは腰をかがめ続けなくても使えるように、ちょうつがいのついた棒を持って使うものなどがある。手に持って使う塵取りは通常の大きさの箒や小型の手箒、またはブラシとともに使う。ブラシとセットのブラシ付きちり取りもある。

## 清掃以外の塵取り
- ダストパン - Dustpanは前述の塵取りも含み、広い意味を持つ英語だが、カタカナで「ダストパン」と言った場合は特にテーブルウェアの一種を指す。主に卓上のパンくずなどをすくいとるために用いる、平らなスコップのような形状の道具。右利き用と左利き用がある。回転ブラシがついて内部にくずを集められるロールダストパンもある。
- チリトリ - 業務用調理器具。お好み焼きなど鉄板調理の際に、店側が調理したものを客前に運んだり、鉄板上の屑を回収するために用いる金属製の道具。